# Forte de São Sebastião (Cádis)

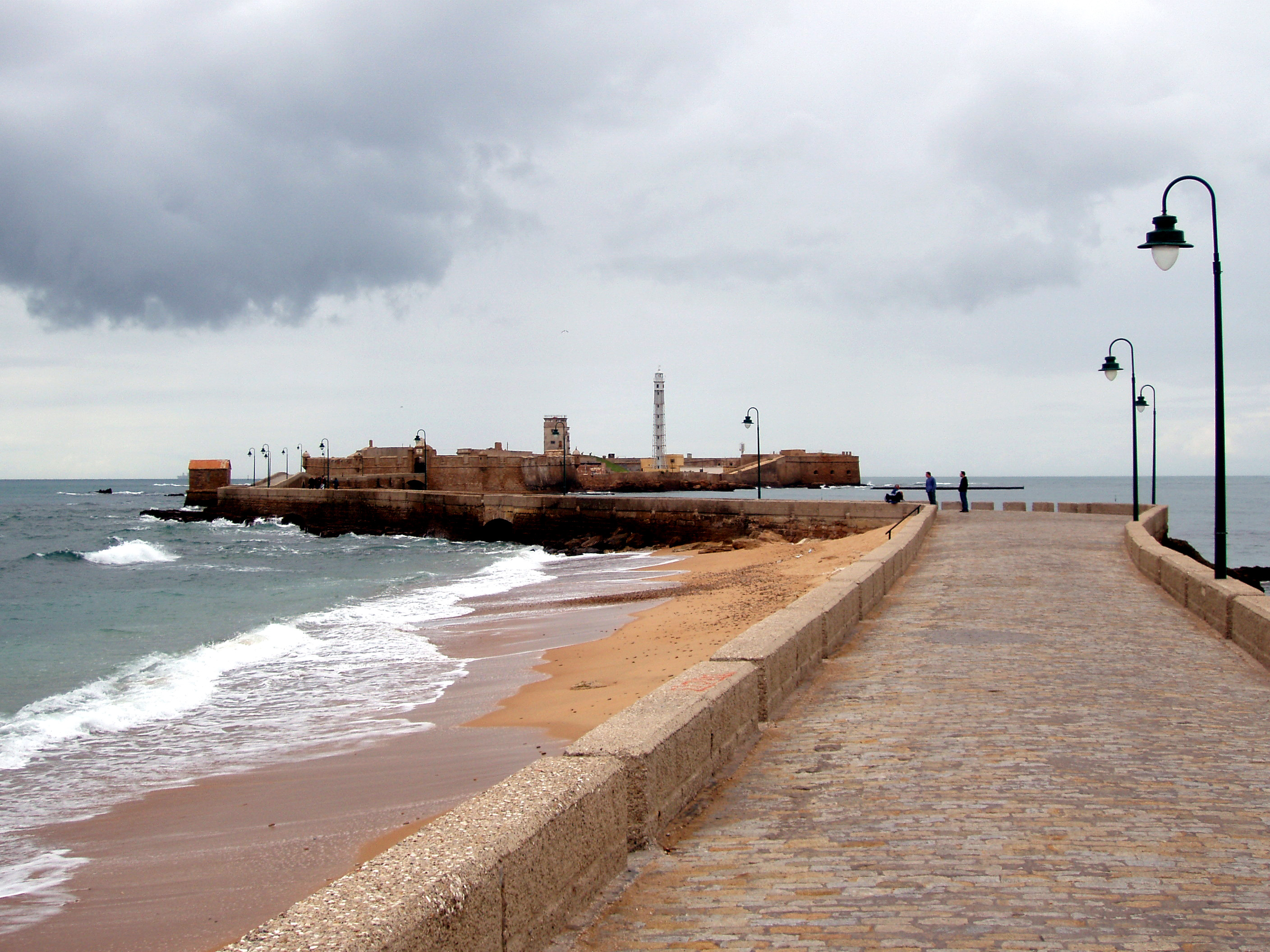
Forte de São Sebastião, Espanha: vista a partir de La Caleta.

O Forte de São Sebastião, conhecido localmente como Castelo de São Sebastião,  localiza-se no município de Cádis, província de Cádis, na comunidade autónoma de Andaluzia, na Espanha.
Ergue-se sobre uma ilhota, numa das extremidades de La Caleta, onde, de acordo com a tradição clássica, se erguia um templo do deus Cronos.

## História
A primitiva fortificação do local remonta à época muçulmana.
As obras do actual forte iniciaram-se em 1706, originando um edifício de planta irregular orgânica, que defendia o flanco Norte da cidade. Em seu interior, sobre as fundações de uma antiga torre-atalaia muçulmana, foi erguido, em 1908, o actual farol. Com estrutura metálica, elevando-se a 41 metros acima do nível do mar, este farol foi o segundo a receber luz eléctrica no país.
A característica silhueta do forte, emoldurada contra o céu e o mar, converteu-o em cenário de vários filmes rodados na cidade, entre eles a produção mais cara do cinema espanhol, Alatriste, em 2005.